# Динчжоу
Динчжо́у (кит. упр. 定州, пиньинь Dìngzhōu) — городской уезд городского округа Баодин провинции Хэбэй (КНР). Городской уезд назван в честь существовавшей здесь ранее области Динчжоу.

## История
При империи Западная Хань здесь был учреждён уезд Луну (卢奴县). Император Цзин-ди выделил своему 9-му сыну Лю Шэну во владение удельное княжество Чжуншань (中山国), органы управления которым разместились в уезде Луну, а всего в княжество вошло 14 уездов. Государство Поздняя Янь разместило на этих землях свою столицу Чжуншань (中山). При империи Северная Вэй была образована область Аньчжоу (安州), органы управления которой также разместились в Луну. В 400 году область Аньчжоу была переименована в Динчжоу, в её состав тогда входило 5 округов (округу Чжуншань, органы управления которым по-прежнему размещались в Луну, подчинялось 7 уездов).
При империи Сун область Динчжоу была в 1113 году переименована в Чжуншаньскую управу (中山府), которой подчинялось 7 уездов. При империи Мин Чжуншаньская управа в 1369 году опять стала областью Динчжоу.
После Синьхайской революции в Китае была проведена реформа структуры административного деления, в ходе которой области были упразднены, и в 1913 году область Динчжоу была преобразована в уезд Динсянь (定县).
В августе 1949 года был образован Специальный район Динсянь (定县专区), состоявший из 12 уездов. В 1954 году он был расформирован, а входившие в его состав уезды были разделены между Специальным районом Шицзячжуан (石家庄专区) и Специальным районом Баодин (保定专区); уезд Динсянь попал в состав Специального района Баодин. В 1958 году к уезду Динсянь был присоединён уезд Цюйян, но в 1961 году уезды были разделены вновь.
В 1968 году Баодинский специальный район был переименован в Округ Баодин (保定地区). В 1986 году уезд Динсянь был преобразован в городской уезд Динчжоу. Постановлением Госсовета КНР от 23 декабря 1994 года округ Баодин и город Баодин были расформированы, а на их территории был образован Городской округ Баодин.

## Административное деление
Городской уезд Динчжоу делится на 4 уличных комитета, 16 посёлков, 4 волости и 1 национальную волость.